# Zaboršt (gmina Škocjan)
Zaboršt – wieś w Słowenii, w gminie Škocjan. W 2018 roku liczyła 38 mieszkańców.